# Cheong Jun Hoong
Cheong Jun Hoong (Ipoh, 16 de abril de 2000) é uma saltadora malaia, especialista na plataforma, medalhista olímpica

## Carreira

### Rio 2016
Cheong representou seu país nos Jogos Olímpicos de Verão de 2016, na qual conquistou uma medalha de prata na plataforma sincronizada com Pandelela Rinong.
No trampolim individual foi apenas a 21º colocada.